# Rodolphe Radau
Jean Charles Rodolphe Radau (22 de janeiro de 1835 — 21 de dezembro de 1911) foi um matemático e astrônomo alemão.

## Obituários
- AN 190(1912) 251 (em francês)
- MNRAS 72(1912) 259